# Sachiko Yamashita
Sachiko Yamashita (jap. 山下佐知子 Yamashita Sachiko; ur. 20 sierpnia 1964 w prefekturze Osaka) – japońska lekkoatletka specjalizująca się w biegach długodystansowych, przede wszystkim w maratonie, uczestniczka letnich igrzysk olimpijskich w Barcelonie (1992). 

## Sukcesy sportowe
W 1991 r. zwyciężyła w maratonie w Nagoi. W tym samym roku zdobyła w Tokio tytuł wicemistrzyni świata w maratonie, zajmując II miejsce za Wandą Panfil. W 1992 r. wystąpiła w igrzyskach olimpijskich w Barcelonie, zajmując w biegu maratońskim 4. miejsce (za Walentiną Jegorowę, Yūko Arimori i Lorraine Moller).

## Rekordy życiowe
- bieg maratoński – 2:29:57 – Tokio 25/08/1991